# Georges Gault
Pour les articles homonymes, voir Gault.
Georges Jacques Charles Gault est un joueur de tennis français né le 17 septembre 1885 dans le 8e arrondissement de Paris. Engagé volontaire comme mitrailleur, il est tué lors de la bataille de la Somme par éclat d'obus le 3 septembre 1916 à Buicourt,,.

## Biographie
En 1913, il crée la surprise au Championnat de France en remportant la finale en cinq sets contre William Laurentz. Il s'incline dans le Challenge Round contre Max Decugis (6-1, 6-3, 6-4).
Créée après la Guerre, la Coupe Georges Gault lui rend hommage. Elle s'y déroule tous les ans à la Toussaint sur les courts couverts en bois du Tennis club de Paris qu'il avait l'habitude de fréquenter.